# 필리프 반자크
필리프 반자크(체코어: Filip Bandžak, 1983년 9월 10일 ~ )는 체코의 오페라 가수이다.

## 약력
1983년 체코슬로바키아 파르두비체에서 태어났다. 1995년 프라하의 국립극장에서 데뷔했다.
체코 플젠지역의 서보헤미아 대학에서 공부.
심리학, 문화와 음악에 석사를 받았다.
2005년 모스크바에서 러시아 연극 예술 대학교 기치스에서 공부했다.
2008년, 중국 국제 성악 콩쿠르 닝보시는 특별상을 수상했다.
2009년, 마리아 칼라스 성악 대회 그랑프리 대회 아테네는 우승.
반자크는 여러 나라에서 행동 : 오스트리아, 이탈리아, 폴란드, 헝가리, 독일, 우크라이나, 카자흐스탄, 말레이시아, 싱가포르, 중국, 캐나다.
2014년, 유럽 연합의「황금 유럽」(「The Golden Europea」)을 수상했다.

## 참고 자료
- F. Sh. (2014). “«...Как проявить музыкой слово»”. 《Objective (Журнал Oбъектив)》 (러시아어) 2 (7): 142–145. 2016년 7월 11일에 원본 문서에서 보존된 문서. 2016년 6월 28일에 확인함.